# Mellitzgraben
Der Mellitzgraben ist ein Bach in der Gemeinde St. Veit in Defereggen (Bezirk Lienz). Der Bach entspringt an der Südseite der Lasörlinggruppe und mündet südöstlich von  Mellitz in die Schwarzach. Seinen Namen erhielt der Bach vom slawischen „melu“ (Sand, mergliger Boden).
Der Mellitzgraben entspringt an den Südabhängen der Melspitze im sogenannten Mel bzw. den Melwänden.  Hier befinden sich einige, zeitweise wasserführende Gräben, die sich in rund 2200 Metern Höhe vereinigen. Der Mellitzgraben fließt in südlicher bis südöstlicher Richtung talwärts, passiert östlich die Melitzalm und stürzt im Mittellauf zwischen Mellitz im Westen und Bergl bzw. Moos im Osten talwärts. Der Mellitzbach mündet am Fuß des Defereggentals von links in die Schwarzach.
Im Mittellauf unterquert der Mellitzgraben die Mellitzgalerie, die die Straße zwischen den Ortsteilen Mellitz und Ober- bzw. Unterbergl vor Vermurungen schützt. Im Unterlauf unterquert der der Mellitzgraben eine weitere Galerie, die die Defereggentalstraße (L25) schützt. Nachdem es 2020 im zwischen der 1968 errichteten Mellitzgalerie und dem Mellitztunnel an der Defereggentalstraße zu einem Felssturz gekommen war, begannen 2021 Arbeiten zur Neuerrichtung der Mellitzgalerie und zur Errichtung der Moosbachgalerie an der Defereggentalstraße. Im Zuge der Arbeiten wurde der Mellitzgraben umgeleitet.
Der Mellitzgraben liegt zwischen dem Einzugsgebiet des Durbachs im Westen und des Moosbachs im Osten. Er weist zu zwei Drittel einen geringen Verbauungsgrad und zu einem Drittel einen mittleren Verbauungsgrad auf. Die Hydrologie ist unbeeinflusst, das Umland zu zwei Drittel gering genutzt, zu einem Drittel mittelstark genutzt. Die Gewässerraumausprägung ist zu zwei Drittel natürlich und die naturräumliche Bedeutung sehr hoch. Der übrige Teil des Baches ist hingegen durch die Hochwasser- und Lawinenverbauungen beeinträchtigt und nur von partieller naturräumlicher Bedeutung.